# Llista de peixos del llac Toba

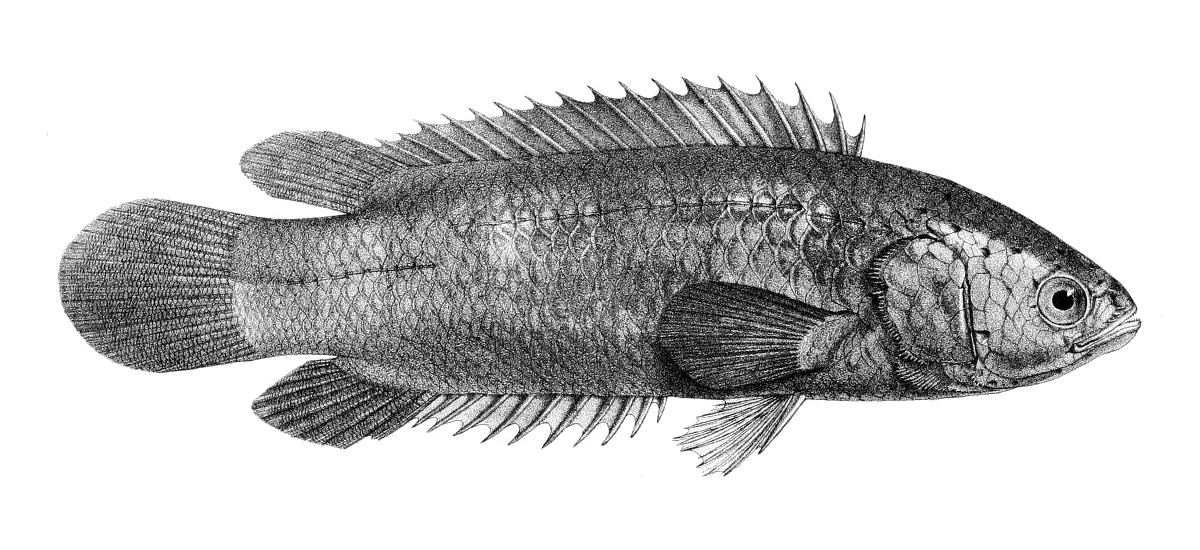
Anabas testudineus

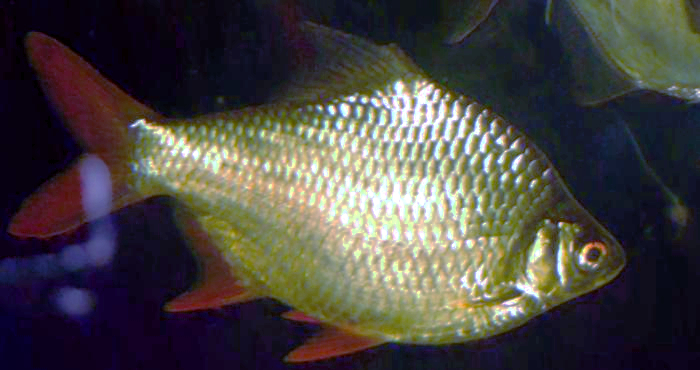
Barbonymus schwanenfeldii

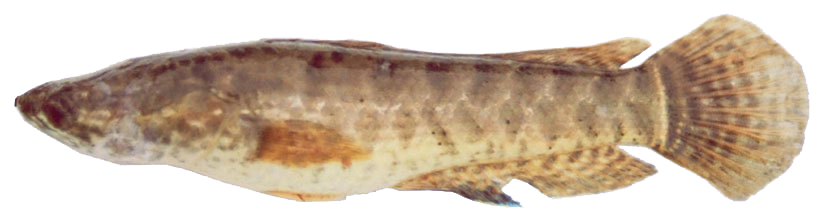
Channa striata

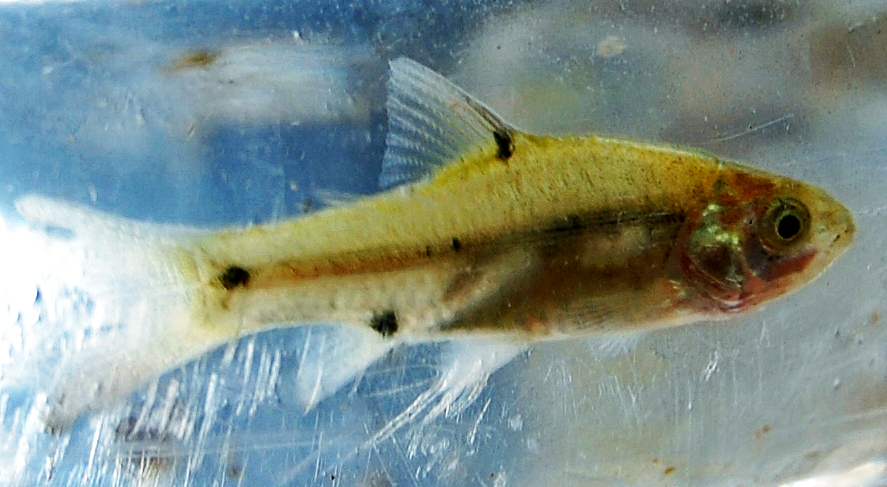
Puntius binotatus

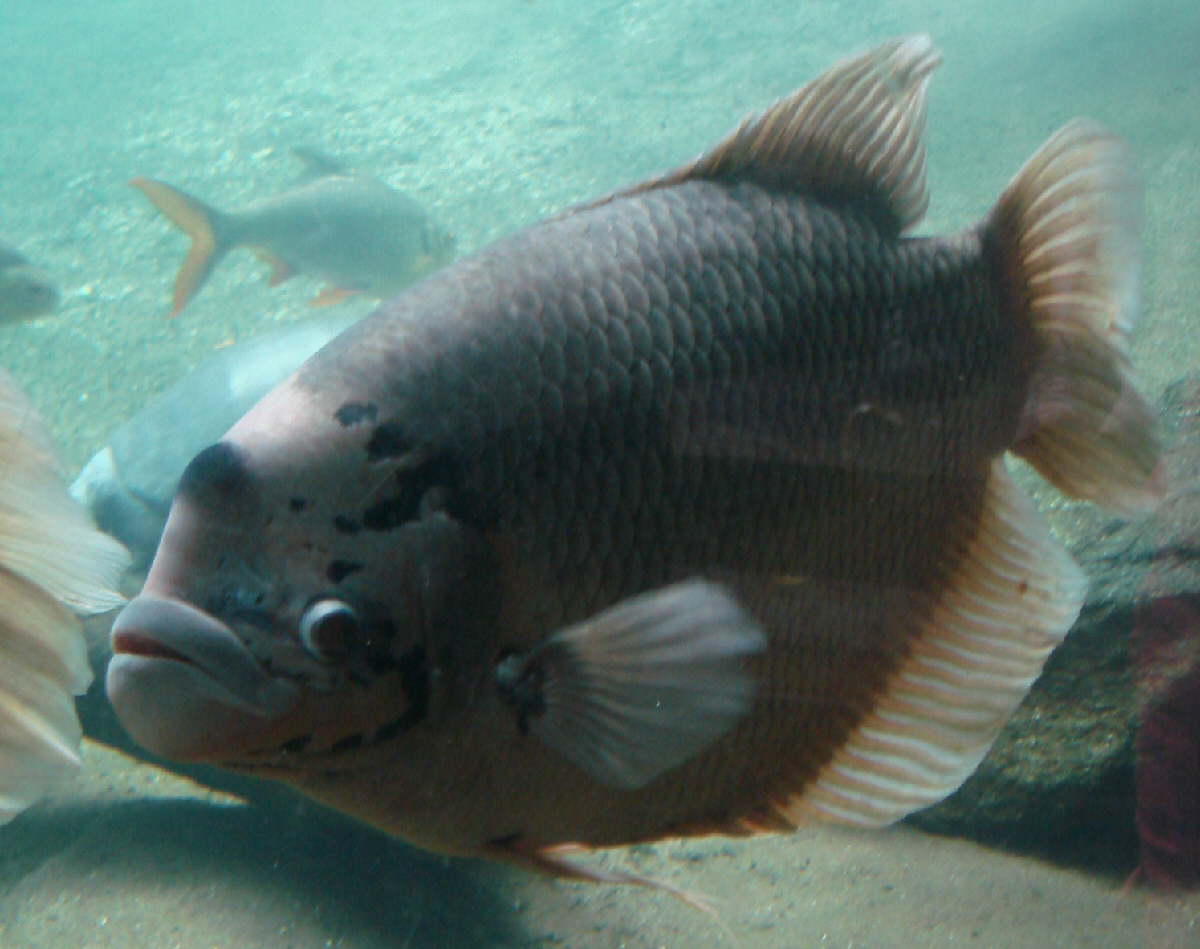
Osphronemus goramy

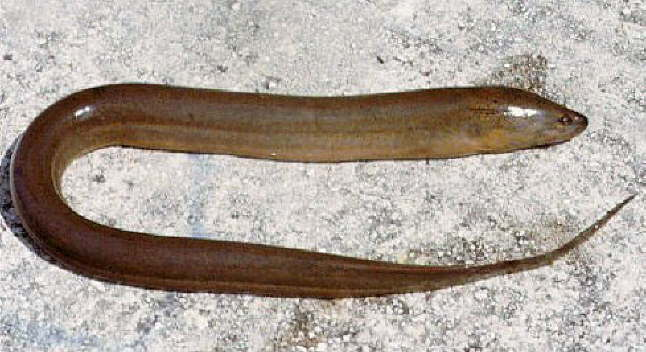
Monopterus albus

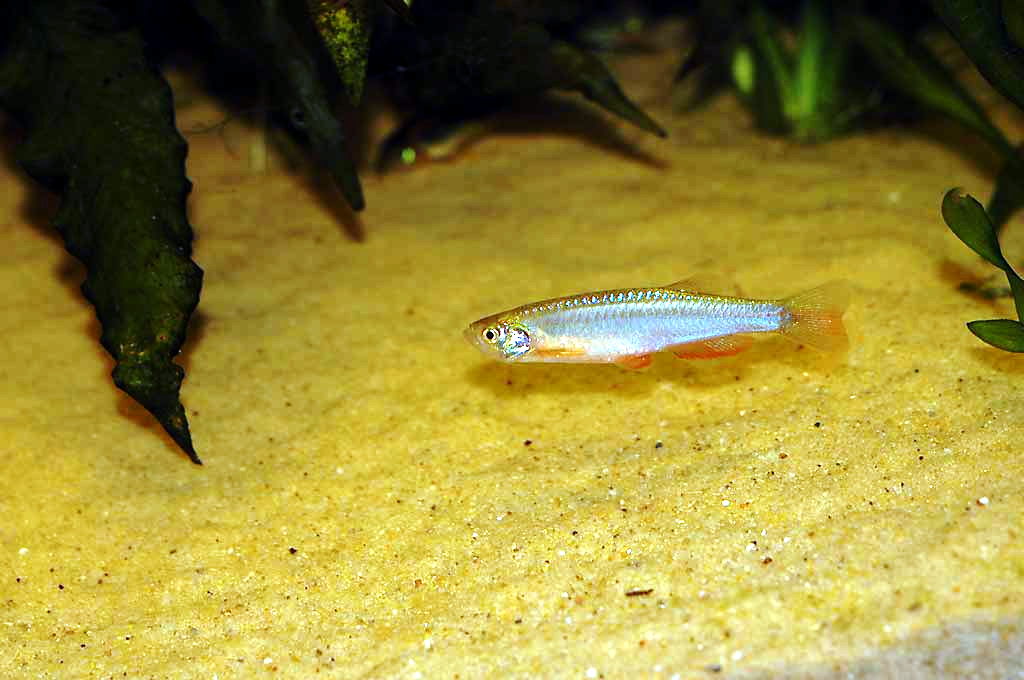
Danio albolineatus

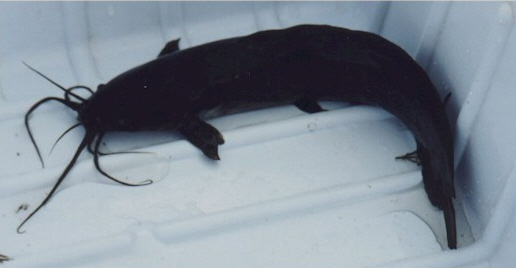
Clarias batrachus

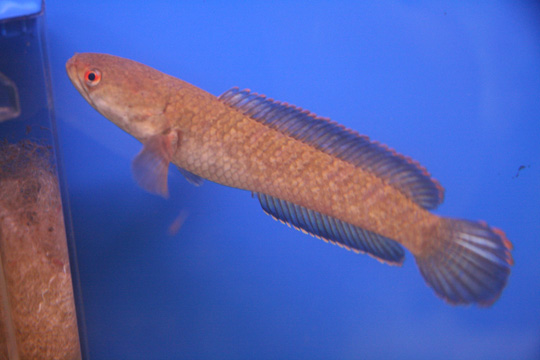
Channa gachua

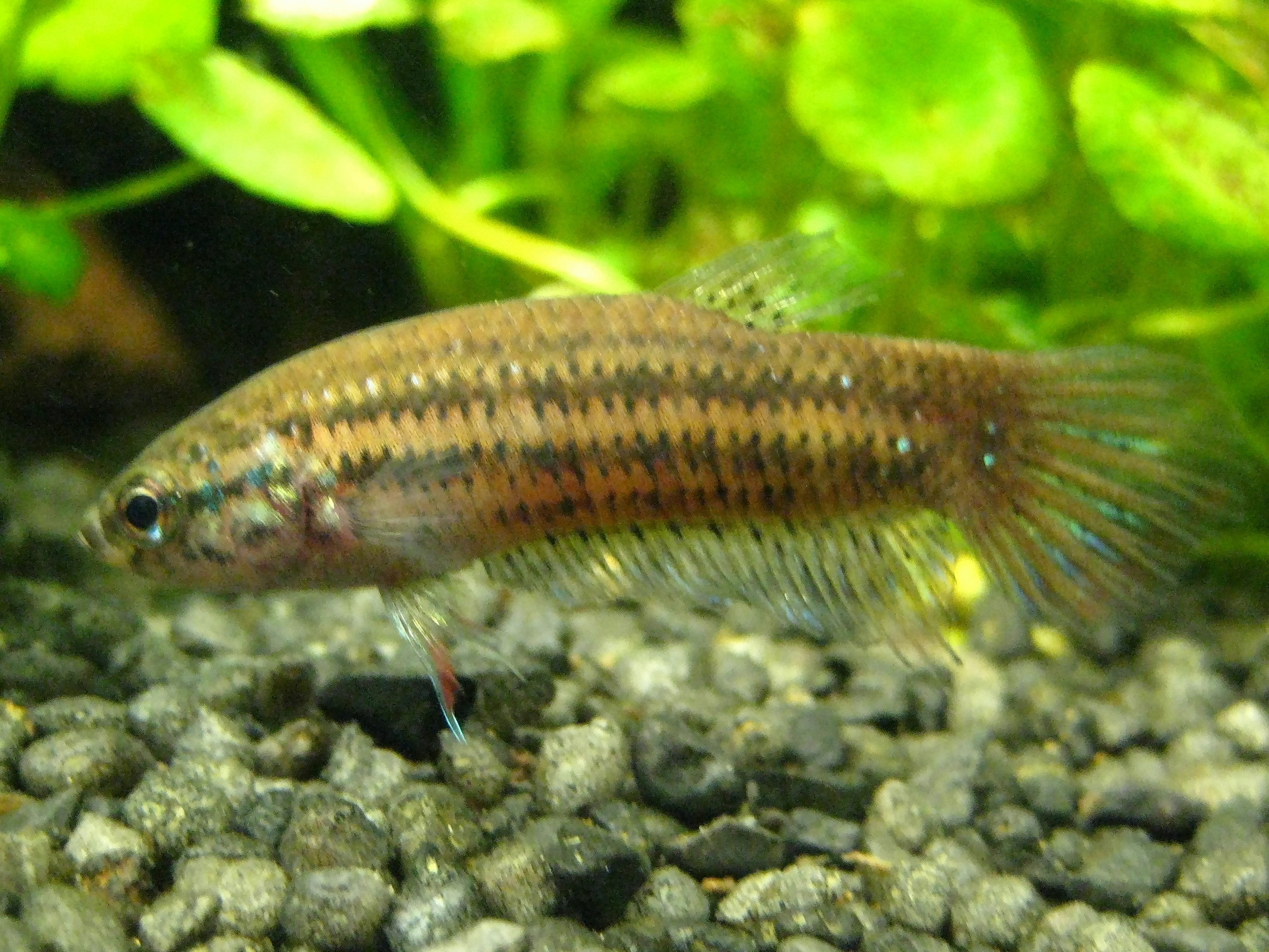
Betta imbellis

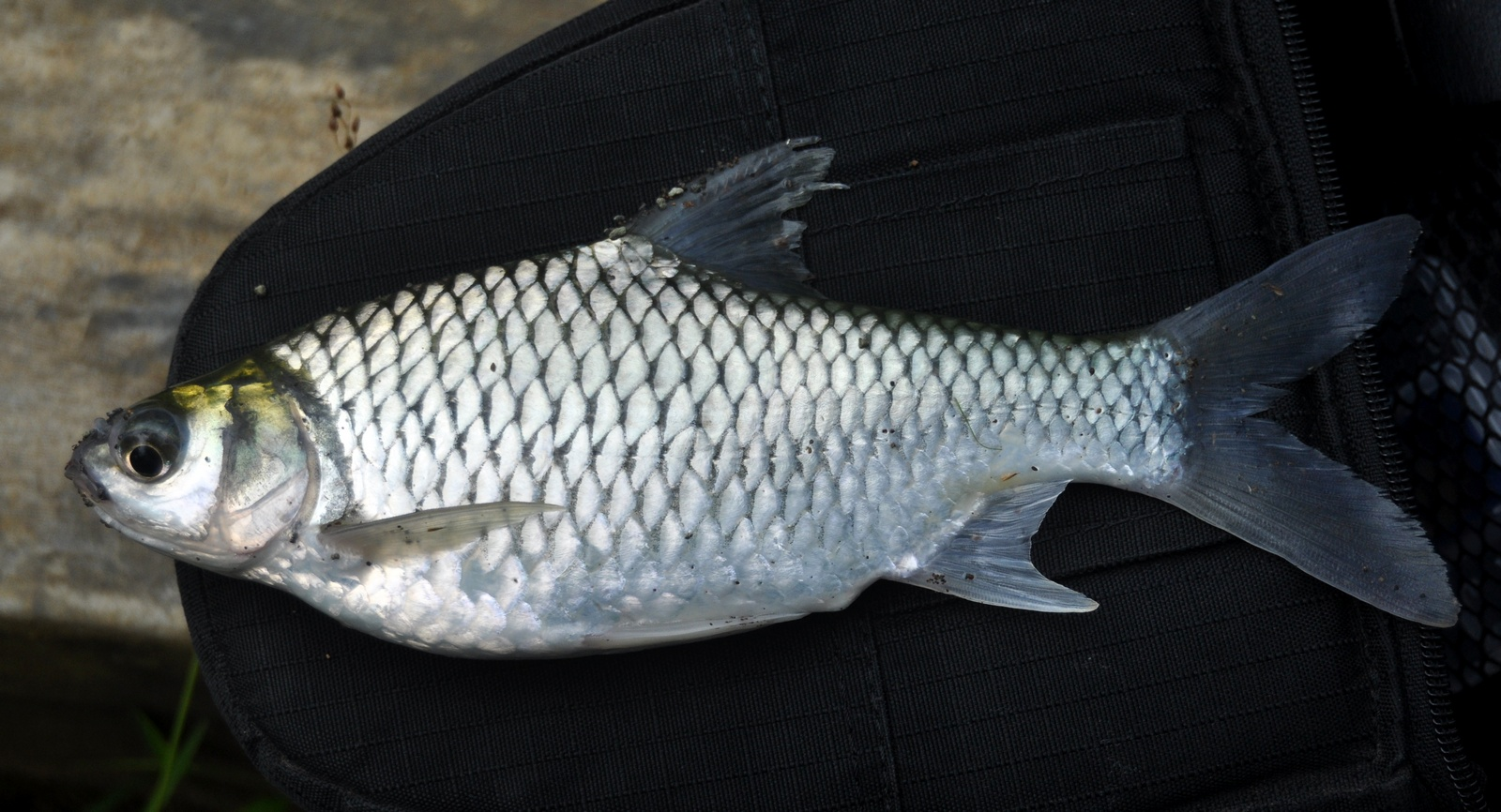
Barbonymus gonionotus

Aquesta llista de peixos del llac Toba  (incompleta) inclou 27 espècies de peixos que es poden trobar al llac Toba ordenades per l'ordre alfabètic de llur nom científic.

## A
- Anabas testudineus
- Aplocheilus panchax

## B
- Barbonymus gonionotus
- Barbonymus schwanenfeldii
- Betta imbellis
- Betta taeniata

## C
- Channa gachua
- Channa striata
- Clarias batrachus
- Ctenopharyngodon idella
- Cyprinus carpio carpio

## D
- Danio albolineatus

## H
- Homaloptera gymnogaster

## M
- Monopterus albus

## N
- Nemacheilus pfeifferae
- Neolissochilus thienemanni

## O
- Oreochromis mossambicus
- Oreochromis niloticus niloticus
- Osphronemus goramy
- Osteochilus vittatus

## P
- Poecilia reticulata
- Puntius binotatus

## R
- Rasbora jacobsoni

## T
- Tor tambra
- Trichogaster pectoralis
- Trichogaster trichopterus

## X
- Xiphophorus hellerii[1]